# Pete Sanstol
Pete Sanstol, né le 28 mars 1905 à  Moi en Norvège et mort le 13 mars 1982 à Whittier aux États-Unis, est un boxeur norvègien naturalisé américain en 1943.

## Biographie
Pete Sanstol dispute ses premiers combats à Oslo. Après un passage Berlin où il bat le champion national des poids mouches Harry Stein, il enchaîne les combats à Paris où il est repéré par le manager américain Lew Burston qui l’emmène en 1927 aux États-Unis. En 1930, il s’installe à Montréal. En mai 1931, il s’empare d’un titre mondial des coq uniquement reconnu par le Canada en dominant Archie Bell, le conserve en juillet contre Eugène Huat, mais s’incline aux points en août face au champion du monde unanime, Panama Al Brown. Combat vedette à Montréal où les amateurs apprécient son style, il fait match nul avec le Français Émile Pladner avant de s’incliner devant le champion du monde Sixto Escobar en 1935. À Oslo, il bat les anciens champions du monde Young Perez et Al Brown avant de se retirer des rings. 
En avril 1942, il s’engage dans l’armée américaine pour qui il dispute deux combats, pour autant de victoires, à Miami. Naturalisé américain en 1943, il retrouve la vie civile en 1945. Il écrit pour un journal de Chicago, devient directeur d’un centre de loisirs, portier d’hôtel, animateur avant de prendre sa retraite en Californie où il meurt à 76 ans après plusieurs crises cardiaques.